# Oulactis musculosa
Oulactis musculosa is een zeeanemonensoort uit de familie Actiniidae.
Oulactis musculosa is voor het eerst wetenschappelijk beschreven door Lager in 1911.